# Racing Nanterre Rugby
Dernière mise à jour : 30 septembre 2019.
Le Racing Nanterre Rugby est un club français de rugby à XV de la banlieue de Paris, basé à Nanterre. Il s'appelait Entente sportive Nanterre jusqu'en 2012. De 2012 à 2019, son équipe sénior féminine est l'équipe féminine du Racing 92.

## Histoire
- 2005-2006: Vice-champion de France 2006 de première division groupe B et accession en première division élite.
- Elles évoluent au plus haut niveau féminin en 2006-2007.

En 2012, l'Entente sportive Nanterre se rapproche du Racing Métro 92 et devient alors le Racing Nanterre Rugby. En 2019, alors que la première équipe devait participer au championnat d'Élite 2, le club renonce à ce championnat en raison du manque de joueuses et de l'impossibilité de constituer deux équipes. L'unique équipe du club évolue alors en Fédérale 2.

## Palmarès
- 2005-2006: Vice-Champion de France 2006 de première division groupe B (Challenge Armelle-Auclair)
- 2022-2023: Équipe Sénior Championne d'Ile de France Régionale 3

## Personnalités du club

### Joueuses emblématiques
- Hasna Baaziz (France)
- Hayate Chrouki (France A)

### Entraîneurs
- Franck Boucheré
- Jacques Sarthou